# پاین هیل (آلاباما)
پاین هیل (به انگلیسی: Pine Hill) شهری در شهرستان ویلکاکس ایالت آلاباما است که مساحت آن ۹٫۸۹ کیلومتر مربع است و در سرشماری سال ۲۰۱۰ میلادی، ۹۷۵ نفر جمعیت داشته و تراکم جمعیتی آن، ۹۸٫۵۸ نفر در هر کیلومتر مربع بوده است.